# شبه الحرب
كانت شبه الحرب (بالفرنسية: Quasi-guerre) حربًا غير معلنة جرى خوضها بالكامل تقريبًا في البحر بين الولايات المتحدة وفرنسا وامتدت من عام 1798 إلى عام 1800، وقد اندلعت خلال بداية فترة جون آدمز الرئاسية. بعد إلغاء الملكية الفرنسية في سبتمبر 1792، رفضت الولايات المتحدة مواصلة سداد ديونها الضخمة إلى فرنسا، التي كانت قد دعمت الولايات المتحدة خلال حربها من أجل الاستقلال. ادّعت الولايات المتحدة أن الديون كانت مُستحقة لصالح نظام سابق. كانت فرنسا غاضبة أيضًا من معاهدة جاي وأن الولايات المتحدة كانت تتاجر بشكل فعال مع بريطانيا التي كانت فرنسا في حالة حربٍ معها. ردًّا على ذلك، سمحت فرنسا للسفن الخاصة بشن هجمات على السفن الأمريكية والاستيلاء على العديد من السفن التجارية، مما دفع الولايات المتحدة في النهاية إلى الانتقام.
كانت الحرب تسمّى «شبه» لأنها كانت غير مُعلنة. واستمرّت لعامين من الأعمال القتالية في عرض البحر، حيث هاجمت كل من القوات البحرية الحكومية والخاصة سفن شحن الدولة الأخرى في جزر الأنتيل الفرنسية. شارك في العديد من المعارك ضباط بحرية ذوو شهرةٍ واسعة مثل ستيفن ديكاتور وسايلس تالبوت وويليام بينبريدج. أدّت القدرة القتالية غير المتوقعة للقوات البحرية الأمريكية التي أعيد تأسيسها حديثًا، والتي ركّزت على مهاجمة السفن الحربية الخاصة في الأنتيل الفرنسية، بالإضافة إلى مهاجمة نقاط الضعف المتزايدة والإطاحة النهائية بحكومة الإدارة الفرنسية الحاكمة، إلى إقدام وزير الخارجية الفرنسي، تالييران، على إعادة فتح المفاوضات مع الولايات المتحدة. في الوقت نفسه، اختصم آدمز وألكساندر هاملتون بشأن السيطرة على إدارة آدمز. وردّ آدمز بتصرّفٍ مفاجئ وغير متوقع، ليرفض الصقور المناهضين للفرنسيين في حزبه ويعرض السلام على فرنسا. في عام 1800، أُرسل وليام فانز موراي إلى فرنسا للتفاوض على السلام، فيما اعتبره الفيدراليون خيانة. انتهت الأعمال العدائية بتوقيع اتفاقية 1800.

## خلفية الأحداث
عندما نالت الولايات المتحدة استقلالها، لم تعد تتمتّع بحماية بريطانيا، وبالتالي كانت مهمّة حماية سفنها ومصالحها في البحر مُلقاةً على عاتقها. كان هناك عدد قليل من السفن الأمريكية القادرة على الدفاع عن الساحل الأمريكي أثناء محاولة حماية السفن التجارية في البحر. كانت مملكة فرنسا حليفًا أساسيًا للولايات المتحدة في الحرب الثورية الأمريكية. في مارس 1778، وقعت فرنسا على معاهدة تحالف مع المستعمرين المتمردين ضد بريطانيا العظمى وأقرضت الجمهورية مبالغ مالية كبيرة. لكن لويس السادس عشر أزيح عن العرش في فرنسا في سبتمبر 1792، وألغي نظام الحكم الملكي.
في عام 1794، توصلت الحكومة الأمريكية إلى اتفاق مع بريطانيا العظمى في معاهدة جاي، والتي جرى التصديق عليها في العام التالي. حلّت المعاهدة العديد من نقاط الخلاف بين الولايات المتحدة وبريطانيا التي ظلّت قائمة منذ نهاية الثورة الأمريكية. شجّعت المعاهدة التجارة الثنائية، ومكّنت التجارة الموسّعة بين الولايات المتحدة وبريطانيا، وحفّزت الاقتصاد الأمريكي. بين عام 1794 وعام 1801، تضاعفت قيمة الصادرات الأمريكية ثلاثة أضعاف تقريبًا، من 33 مليون دولار إلى 94 مليون دولار. لكن الجمهوريين الديمقراطيين الجيفرسونيين، الذين كانوا موالين لفرنسا، دائمًا ما شجبوا معاهدة جاي.
أعلنت الولايات المتحدة الحياد في الصراع بين بريطانيا العظمى وفرنسا الثورية، وأُصدر تشريع أمريكي لعقد صفقة تجارية مع بريطانيا العظمى. عندما رفضت الولايات المتحدة مواصلة سداد ديونها، زاعمةً بأن الديون كانت مستحقة للحكومة السابقة، وليس للجمهورية الفرنسية الأولى، أدّى الغضب الفرنسي إلى سلسلة من الردود. أولاً، سمحت فرنسا للسفن الخاصة بالاستيلاء على السفن الأمريكية التي تُتاجر مع بريطانيا العظمى، وإعادتها إلى الميناء كجوائز لتعرض للبيع. بعد ذلك، رفضت الحكومة الفرنسية استقبال تشارلز كوتيسوورث بينكني، الوزير الأمريكي الجديد، عندما وصل إلى باريس في ديسمبر 1796، لتقطع بذلك العلاقات الدبلوماسية. في رسالة الرئيس جون آدمز السنوية إلى الكونغرس في ختام عام 1797، تحدّث عن رفض فرنسا التفاوض على تسوية وتحدّث عن الحاجة «لوضع بلدنا في وضع مناسب للدفاع». عرض آدمز على واشنطن وظيفةً برتبة فريق في الرابع من يوليو عام 1798، وكقائد أعلى للجيوش التي حُشدت بهدف الخدمة في هذا الصراع. في أبريل عام 1798، أبلغ الرئيس آدمز الكونغرس بـ «قضية XYZ»، والتي طالب فيها عملاء فرنسيون برشوة كبيرة قبل الدخول في مفاوضات موضوعية مع دبلوماسيين من الولايات المتحدة.
وفي الوقت نفسه، كبّدت السفن الخاصة الفرنسية النقل البحري الأمريكي خسائر كبيرة. في 21 فبراير 1797، أخبر وزير الخارجية تيموثي بيكرينغ الكونغرس أنه خلال الأشهر الأحد عشر الماضية، استولت فرنسا على 316 سفينة تجارية أمريكية. فقد كان اللصوص الفرنسيون يجولون على طول ساحل المحيط الأطلسي دون معارضة تقريبًا. لم يكن لدى حكومة الولايات المتحدة أي شيء لمكافحتهم، حيث كانت قد أُلغت البحرية في نهاية الحرب الثورية، وجرى بيع آخر سفينة حربية لها في عام 1785. لم يكن لدى الولايات المتحدة سوى أسطول صغير من الإيرادات البحرية وعدد قليل من الحصون الساحلية المهملة.
أدّت زيادة عمليات النهب من سفن القطاع الخاص الفرنسي إلى إنشاء الحكومة في عام 1798 وزارة البحرية وقوات مشاة البحرية الأمريكية للدفاع عن الأسطول التجاري الأمريكي المتوسّع. جرى تعيين بنيامين ستودرت كوزير للبحرية. أذن الكونغرس للرئيس بالحصول على ما لا يزيد عن اثني عشر سفينة تحتوي كل منها على اثنين وعشرين مدفعًا كحد أقصى. أُجري على الفور شراء العديد من السفن التجارية وإعادة تجهيزهم كسفن حربية.
ألغى الكونغرس المعاهدات المُبرمة مع فرنسا في 7 يوليو 1798، وبعد يومين أصدر الكونغرس تفويضًا للولايات المتحدة بمهاجمة السفن الحربية الفرنسية في المياه الأمريكية.
في 16 يوليو، خصّص الكونغرس أموالًا «لبناء وتجهيز الفرقاطات الثلاث المتبقية التي بدأ تجهيزها بموجب قانون 1794»: فرقاطة يو اس اس كونغرس، التي أُطلقت في بورتسموث، نيوهامبشاير في 15 أغسطس 1799؛ وفرقاطة يو اس اس تشيسابيك، أطلقت في حوض غوسبورت لبناء السفن في ولاية فرجينيا، في 2 ديسمبر 1799؛ ويو اس اس بريزيدنت، التي أُطلقت في نيويورك في ولاية نيويورك، في 10 أبريل 1800. لتحقيق أقصى استفادة من الموارد المحدودة، اعتمد وزير ستودرت سياسة تتمثّل في تركيز القوات الأمريكية على الهجمات ضد القوات الفرنسية في منطقة البحر الكاريبي، حيث كان لا يزال لفرنسا  مستعمرات، رغم أنه كان عليه في بعض الأحيان توفير الحراسة للسفن التجارية بناءً على طلبها.